# 天主教薩斯卡通教區
天主教薩斯卡通教區（拉丁語：Diocesi Saskatoonensis）是加拿大一個羅馬天主教教區，屬利載拿總教區。成立於1933年6月9日升為教區。
教區範圍包括薩斯喀徹溫中南部。2010年有教友94,000人、九十六個堂區、四十五名司鐸。現任教區主教為唐納德·博倫。